# Метропія
«Метропія» (англ. Metropia) —  шведський, комп'ютерний,  анімаційний,  фантастичний фільм 2009 року англійською мовою режисера Таріка Салеха. Сценарій фільму, який зображає футуристичну  Європу, написаний Таріком Салехом, Стігом Ларссоном і Фредріком Едіном за оповіданням Таріка Салеха, Фредріка Едіна і Мартіна Гультмана. У виробництві фільму використано техніку, коли справжні фотографії редагуються і стилізуються за допомогою комп'ютерних програм, а потім анімуються. Стиль зображень був навіяний роботами Террі Гілліама, Роя Андерссона і Юрія Норштейна.

## Сюжет
Дія «Метропії» відбувається в футуристичній Європі 2024 року, коли природні ресурси Землі вичерпані, а гігантська мережа метро компанії «Трекс Груп» (The Trexx Group) пов'язує під землею всі міста Європи.
Роджер, що живе в передмісті Стокгольма з дівчиною Ганною, працює в компанії «Супердзвінок» (SuperCall), вважає за краще пересуватися на велосипеді, уникаючи метро. О 22:30, коли він приходить з роботи додому, Ганна розмовляє по телефону зі своїм другом Карлом, що не подобається Роджеру. Вночі Роджеру чується голос, який звертається до нього, але він вважає його плодом своєї уяви. Вранці перед виходом на роботу він приймає душ з  шампунем Дангст (Dangst), рекламу якого показують по телевізору. Коли Ганна дивиться ТВ, хтось спостерігає за її кімнатою через монітор.
Роджер вирішує їхати на роботу на метро, де знову чує голос, який обговорює з ним його життя з Ганною. На станції пересадки він бачить дівчину з реклами шампуню і, прогулює робочий день, слідуючи за нею на поїзді в Копенгаген, де він вперше говорить з нею. Вона каже, що знає про голоси в його голові, в чому Роджер не признався. Пізніше він чує, як голос в його голові називає ім'я «Стефан Юнг» і адресу. На станції метро в Копенгагені його допитують працівники компанії «Трекс», потім він стає випадково глядачем програми «Притулок», де знову бачить дівчину з реклами, а один хлопець звертається до нього по імені Стефан.
Слідуючи за дівчиною, він потрапляє з нею в Інгольштадт, де директор компанії «Трекс» Іван Бан розповідає почесним гостям про успіхи європейського метро, про стеження за людьми через їхні телевізори і про шампунь «Дангст», за допомогою якого можна керувати поведінкою і читати думки людей, які його використовують. Після того, як Ніна (дівчина з реклами) задає Івану Бану незручне запитання, її просять піти. Роджер запитує у неї про голоси, вона відводить його на завод «Дангст» і розповідає про контроль, який компанія здійснює над усіма людьми. Роджер перестає говорити на заводі за порадою Ніни і оператор, чий голос Роджер постійно чує (Стефан Юнг), втрачає Роджера на своєму моніторі.
Ніна пропонує Роджеру позбутися голосу і вони їдуть в Париж. Стефан намагається переконати Роджера поїхати додому, зустрічається з ним (їх зовнішність виявляється схожою), повідомляє, що Ніна є дочкою Івана Бана.
Ральф Паркер, який в компанії «Трекс» забезпечує безпеку Бана, скидає Стефана під поїзд. Дотримуючись плану Ніни, Роджер, користуючись схожістю зі Стефаном, проникає в офіс компанії, спостерігає через монітор спостереження за Ганною, яка зустрічається в будинку з Карлом, який безуспішно намагається її спокусити. Коли Роджера в офісі виявляє Іван Бан, Роджер пускає в хід вибуховий пристрій. Роджеру вдається втекти з офісу до вибуху, в поїзді він бачить Ніну і Ральфа Паркера разом, Ральф намагається вбити його, але Ніна стріляє йому в голову, кажучи, що той втратив свою функцію. Роджера вона відпускає.
Коли Роджер повертається додому, Ганна дивиться телевізор, де повідомляється про теракт в Парижі, який нібито скоїв Стефан Юнг, і про те, що Ніна, дочка Івана Бана, успадкувала компанію Трекс Груп.

## Ролі озвучували
- Вінсент Галло —  Роджер
- Джульєтт Льюїс —  Ніна
- Удо Кір —  Іван Бан
- Стеллан Скашґорд —  Ральф Паркер
- Александр Скашґорд —  Стефан Юнг
- Софія Гелін —  Ганна
- Шанті Роні —  Карл
- Фарес Фарес —  Фіраз
- Фредрік Еддар —  Мехмет

## Виробництво
Розповідь і супутні матеріали розроблялися компанією Atmo, розташованої в Стокгольмі, протягом чотирьох років до того, як почалася робота над анімацією. В виробництві фільму взяли участь  данська компанія Zentropa і  норвезька — Tordenfilm, підтримку надав фонд  Ради Європи Eurimages, бюджет фільму склав близько 34 млн  шведських крон.
Як моделі для персонажів мультфільму були використані звичайні люди з вулиці. Так, основний персонаж Роджер був заснований на зовнішності працівника ресторану, який постійно відвідували співробітники компанії Atmo, а Ніна була «знайдена» в магазині косметики. Вінсент Галло погодився взяти участь в озвучуванні після того, як переглянув 30 секунд завершеної анімації і дізнався, що до проєкту вже приєднався  німецький актор Удо Кір, чиїм шанувальником був Галло.
Після закінчення роботи над сценарієм фотограф Сессе Лінд здійснив поїздку по Європі і зробив  фотографії потрібних місць в Стокгольмі, Берліні, Парижі і Копенгагені. Фотографії були оброблені в програмі Photoshop і анімовані за допомогою Adobe After Effects під керівництвом головного аніматора Ісака Герцена. Анімація була зроблена в Тролльгеттані в анімаційній студії компанії Film i Väst.

## Вихід
«Метропія» вперше була продемонстрована 3 вересня 2009 року на  Венеціанському кінофестивалі. Фільм відкрив на фестивалі тиждень критики, проте не брав участі в конкурсному показі. Потім фільм демонструвався на кінофестивалях в Гельсінкі (20 вересня), Сітґесі (5 жовтня),  Варшаві (9 жовтня), Пусані (9 жовтня), Лондоні (21 жовтня), Сан-Паулу (23 жовтня), Осло (24 листопада). 27 листопада 2009 року мультфільм почали демонструвати в кінотеатрах Швеції.